# Korrelbeton
Korrelbeton is een betonsoort dat bestaat uit (hergebruikt) puin. De puin wordt als algemene vervanger gebruikt voor zand en grind als het toeslagmateriaal voor het maken van beton.
Korrelbeton kan in meerdere vormen voorkomen, vaak wordt het als variant gezien van lichtbeton, lichtgewicht beton dat uit lichter toeslagmateriaal is gemaakt, zoals vulkanische gesteenten. Vanaf jaren 40 van de twintigste eeuw begon korrelbeton op grotere schaal worden gebruikt nadat er in Noordwest-Europa door de bombardementen tijdens de Tweede Wereldoorlog er veel puin was. Met name in West-Duitsland werd korrelbeton doorontwikkeld om het op grote schaal te gebruiken bij de heropbouw. Ook in Nederland werd het bij de heropbouw toegepast.
De puin wordt verguisd, afhankelijk van het soort puin wordt er soms wat extra zand of grind toegevoegd, de puin kan zowel tot stof/kleine korrels worden verguisd als wel tot grotere korrels. Verlijmde korrelbeton bestaat uit deeltjes puin, die met cementlijm aan elkaar worden gekit. Een bekisting kan hierdoor meerdere keren worden gebruikt, wat een kostenbesparing kan betekenen. Het materiaal is droog en isolerend.